# Surettahorn
Das Surettahorn ⓘ (Ableitung vom Dorfnamen Sufers, rätoromanisch Sur, mit -etta, also ‹Suferser Alp›) ist ein Berg mit Doppelgipfel östlich vom Splügenpass auf der Grenze zwischen dem Schweizer Kanton Graubünden und der italienischen Provinz Sondrio mit einer Höhe von 3026 m ü. M. Der westliche, etwas höhere Gipfel auf 3026 m wird Punta Nera (italienisch für ‹schwarze Spitze›) genannt; der östliche 3021 m hohe Gipfel Punta Rossa (italienisch für ‹rote Spitze›), obwohl der Gipfel auffallend gelb ist. Der Übergang vom einen zum anderen Gipel ist etwas luftig, bei günstigen Verhältnissen WS, ¼ Stunde. Ein dritter, weniger markanter Punkt im Südostgrat gilt als Punta Adami (2978 m).

## Lage und Umgebung
Das Surettahorn ist Namensgeber der Suretta-Gruppe, einer Untergruppe der Oberhalbsteiner Alpen. Auf dem Gipfel treffen sich die Gemeindegrenzen von Sufers und Rheinwald im Kanton Graubünden, Schweiz, sowie die Landesgrenze zur italienischen Provinz Sondrio.
Zu den Nachbargipfeln gehören der Piz Por im Osten, der Piz Ursaregls im Südosten sowie das Inner Schwarzhorn, Mittler Schwarzhorn und die Äusseren Schwarzhörner im Westen.
Der am weitesten entfernte sichtbare Punkt (44° 4′ 49,8″ N, 7° 25′ 56,2″ O) vom Surettahorn befindet sich 500 m östlich des Grand Capelet in der französischen Region Provence-Alpes-Côte d’Azur (44 km nordnordöstlich von Nizza) und ist 309 km entfernt.
Das Surettahorn besitzt sowohl auf der Nordflanke, auf der Ostflanke sowie auf der Südflanke einen Gletscher. Nur der Gletscher auf der Südseite ist auf der Landeskarte mit dem Namen Ghiacciaio di Suretta kotiert.
Talorte sind Monte Spluga, Splügen und Sufers. Häufige Ausgangspunkte sind der Splügenpass und die Alpi di Suretta.
Südlich vom Surettahorn befindet sich auf 2753 m der Bivacco Suretta, eine Schutzhütte des CAI.

## Routen zum Gipfel

### Sommerrouten

#### Über den Nordgrat
- Ausgangspunkt: Splügenpass (2114 m), Bodmenstafel an der Splügenstrasse (1768 m), Sufner Schmelzi (1340 m) oder Innerferrera (1480 m)
- Via: Surettajoch (2858 m)
- Schwierigkeit: WS–ZS (wenn der Schnee weggeschmolzen ist, Kletterei II)
- Zeitaufwand: 3 ½ Stunden vom Splügenpass, 4 ¼ Stunden von Bodmenstafel, 5 ¾ Stunden von der Sufner Schmelzi oder 5 ¾ Stunden von Innerferrera

#### Über den Nordostgrat
- Ausgangspunkt: Sufner Schmelzi (1340 m)
- Via: Punta Rossa
- Schwierigkeit: WS
- Zeitaufwand: 5 ¼ Stunden

#### Über den Surettagletscher

Offizierspatrouille während des Ersten Weltkriegs auf dem Surettagletscher

- Ausgangspunkt: Innerferrera (1480 m)
- Via: Bocchetta de Pinerocolo
- Schwierigkeit: WS
- Zeitaufwand: 5 ¼ Stunden

#### Über den Südostgrat
- Ausgangspunkt: Innerferrera (1480 m) oder Lago di Montespluga (1905 m)
- Via: Pass da Suretta (2580 m)
- Schwierigkeit: L
- Zeitaufwand: 5 ½ Stunden von Innerferrera oder 3 ½ vom Lago di Montespluga (1 ¾ Stunden vom Pass da Suretta)

#### Durch die Südflanke

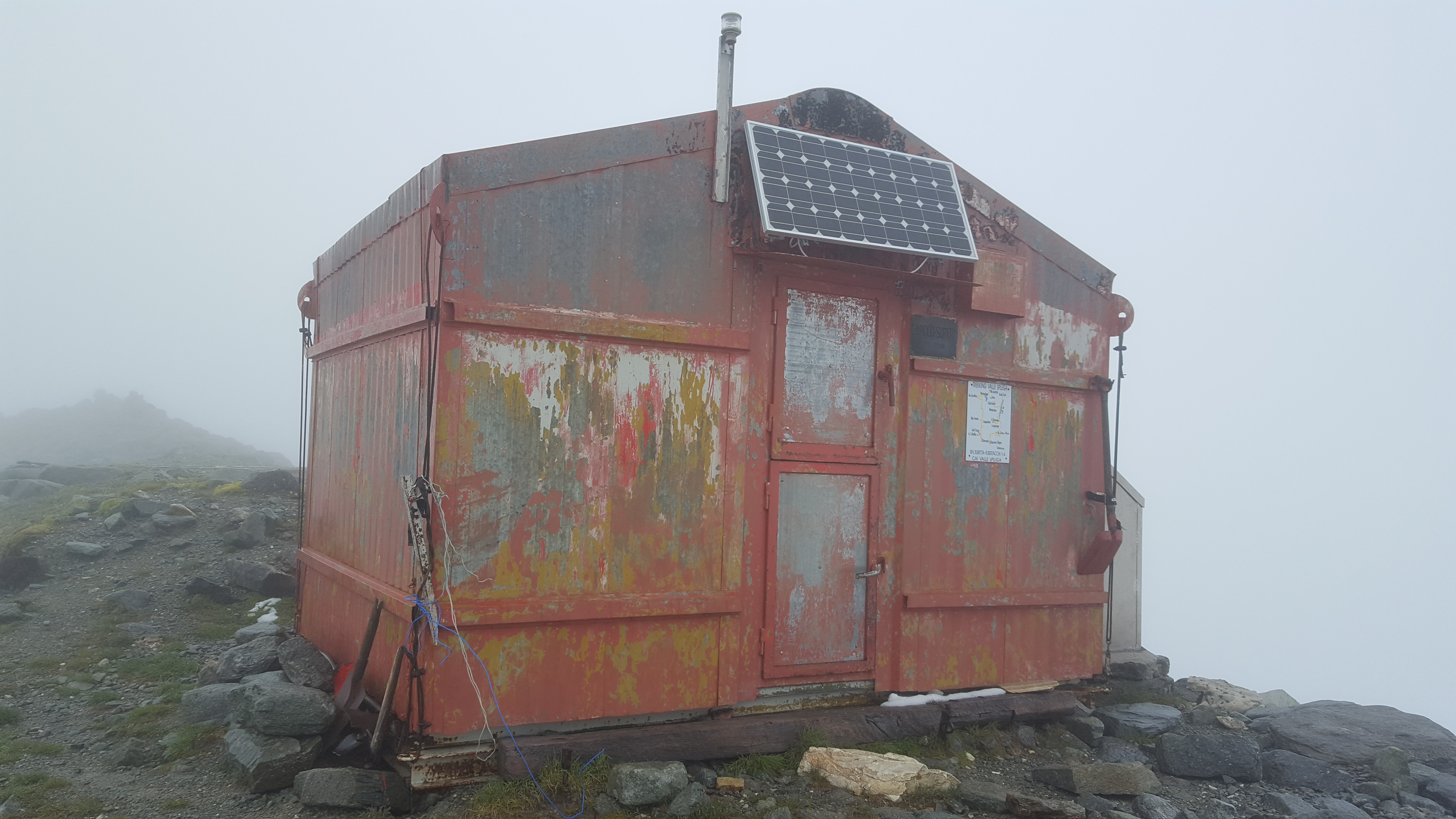
Das Bivacco Suretta im Süden des Surettahorns

- Ausgangspunkt: Splügenpass (2114 m) oder Lago di Montespluga (1905 m)
- Via: Bivacco Suretta
- Schwierigkeit: L
- Zeitaufwand: 3 ½ Stunden vom Splügenpass oder 3 ¼ Stunden vom Lago di Montespluga (1 Stunde vom Bivacco Suretta)

#### Durch das westliche Schneecouloir
- Ausgangspunkt: Splügenpass (2114 m) oder Lago di Montespluga (1905 m)
- Via: Bivacco Suretta
- Schwierigkeit: L
- Zeitaufwand: 3 ½ Stunden vom Splügenpass oder 3 ¼ Stunden vom Lago di Montespluga (1 Stunde vom Bivacco Suretta)

#### Durch die Südflanke des Inner Schwarzhorns
- Ausgangspunkt: Splügenpass (2114 m)
- Schwierigkeit: L
- Zeitaufwand: 3 ¼ Stunden

### Winterrouten

#### Von Splügen
- Ausgangspunkt: Splügen (1457 m)
- Expositionen: W, NW
- Schwierigkeit: WS+
- Zeitaufwand: 5 Stunden

#### Direktabfahrt durchs Wannacouloir nach Splügen
Nur bei sicheren Verhältnissen, insbesondere bei Firn wunderschöne Direktabfahrt nach Bodma
- Ziel: Splügen (1457 m)
- Expositionen: W
- Schwierigkeit: ZS-

#### Von Monte Spluga
Kann auch aus dem Skigebiet von Splügen erreicht werden.
- Ausgangspunkt: Monte Spluga (1905 m)
- Via: Splügenpass, Surettajoch
- Expositionen: W, NW
- Schwierigkeit: ZS-
- Zeitaufwand: 3 Stunden

#### Südabfahrt nach Monte Spluga
- Ziel: Monte Spluga (1905 m)
- Expositionen: W, S
- Schwierigkeit: ZS-

#### Abfahrt durch das Surettatal zur Sufner Schmelzi
- Ziel: Sufner Schmelzi (1340 m)
- Expositionen: NE, N
- Schwierigkeit: ZS-

## Galerie

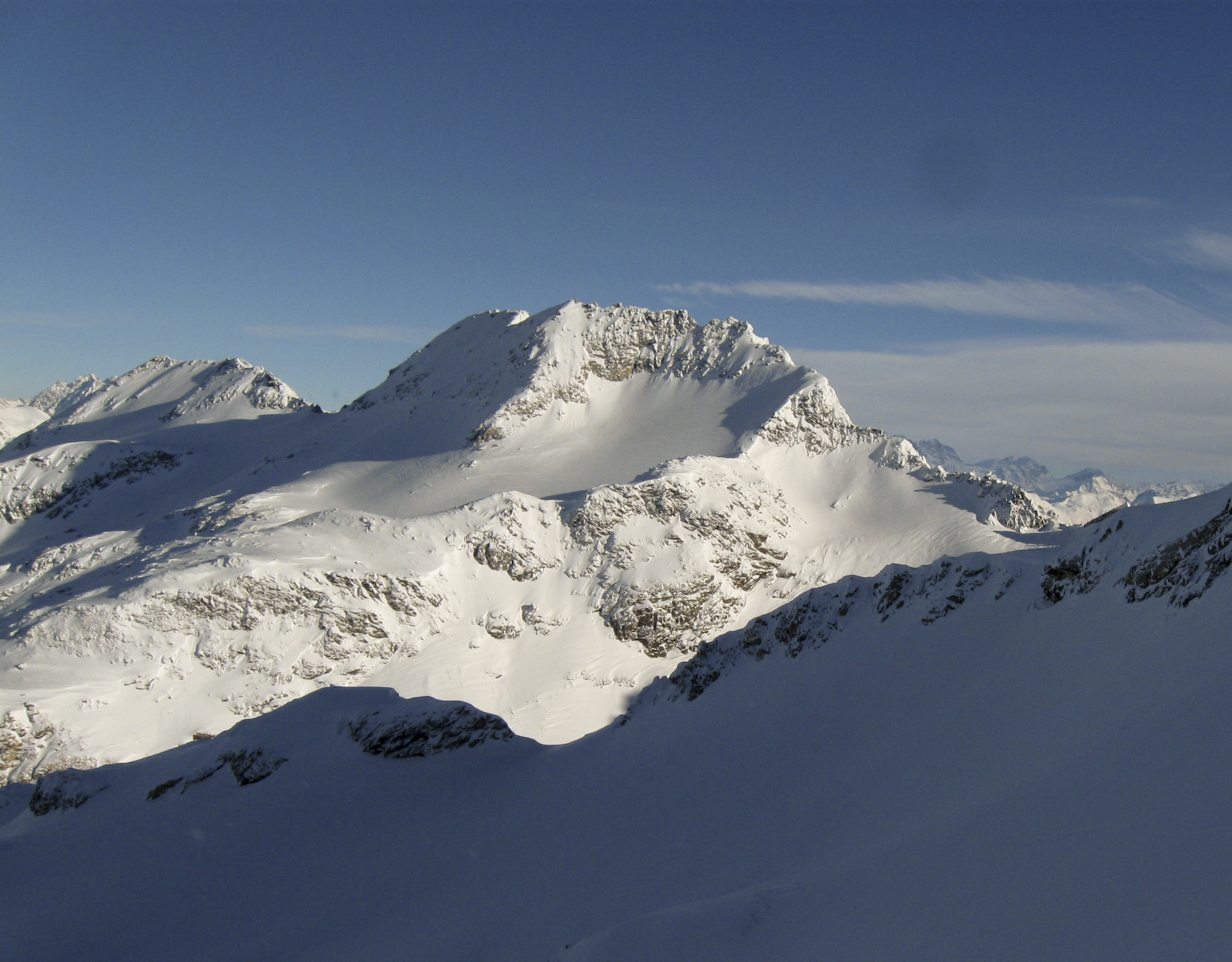
Blick vom Gipfel zum Piz Por
Piz Por (links) und Surettahorn (rechts). Eine Luftaufnahme von 1923 aus 3400 m
Blick durch das Schams. Im Vordergrund die Viamala, hinten als Abschluss des Tals, rechts das Surettahorn (Luftbild von 1927)
Offiziere während des Ersten Weltkrieges auf dem Surettahorn